# Mehmet Muedinow (Sewidiar)
Mehmet Muedinow (Sewidiar), ros. Мемет Муединов (Севдияр) (ur. 2 stycznia?/15 stycznia 1913 w Symferopolu, zm. 9 czerwca 1999 w Nowym Jorku) – radziecki poeta, krymskotatarski emigracyjny działacz narodowy, publicysta i pisarz.
Ukończył Krymski Instytut Pedagogiczny im. M. W. Fruzne w Symferopolu. Był autorem wierszy pod pseudonimem literackim Mehmet Reszat. W 1935 r. został zmobilizowany do Armii Czerwonej. Po wyjściu do rezerwy pracował w redakcji literackiej krymskiego radiokomitetu. Po ataku wojsk niemieckich na ZSRR 22 czerwca 1941 r., ponownie zmobilizowano go do armii. Dostał się do niewoli, z której zbiegł, powracając do okupowanego Symferopolu. Od pocz. grudnia 1943 r. pełnił funkcję redaktora naczelnego kolaboracyjnego pisma  „Azat Qrim”. Według części źródeł podjął współpracę z sowiecką partyzantką. W poł. kwietnia 1944 r. wraz z wojskami niemieckimi ewakuował się z Krymu do Niemiec. Po zakończeniu wojny przebywał w obozach dla dipisów, po czym pod koniec kwietnia 1948 r. wyjechał do Turcji. Pracował w Ankarze jako tłumacz i dziennikarz. Od 1957 r. był redaktorem w piśmie „Kirim”. Ukończył studia na uniwersytecie w Rzymie. Zmienił nazwisko na Sewidiar. Był autorem książek z zakresu historii i etnografii Tatarów krymskich. W 1961 r. zamieszkał w USA. W 1976 r. współorganizował Narodowe Centrum Tatarów Krymskich i Fundację „Krym”, która prowadziła głównie działalność wydawniczą. W 1997 r. opublikował swoją najważniejszą pracę naukową dotyczącą etnogenezy Tatarów krymskich.